# María Villiers (1622-1685)

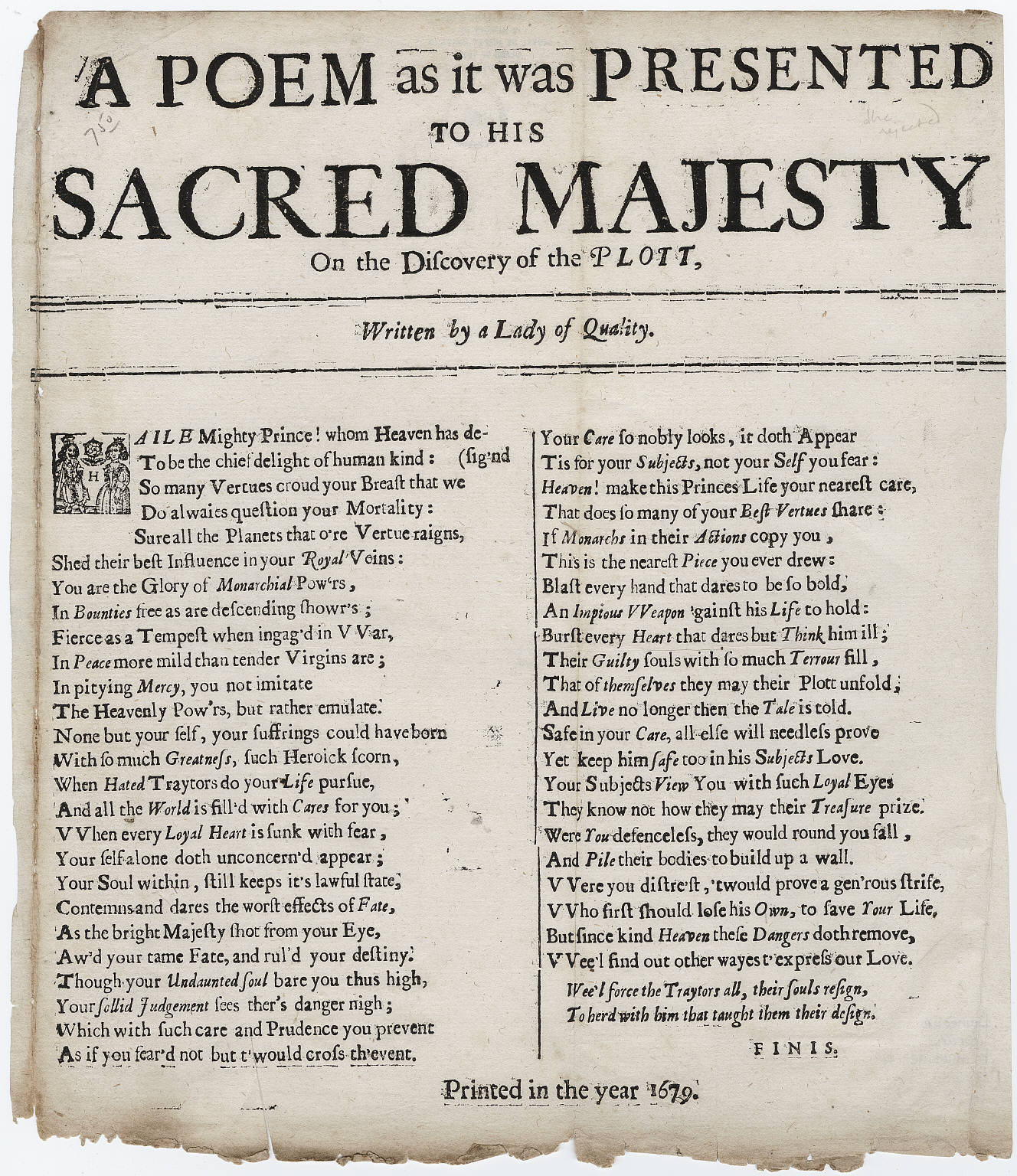
Un poema tal como fue presentado a Su Sagrada Majestad, sobre el descubrimiento de la parcela. Escrito por una dama de calidad, por Ephelia, 1679.

María Stewart, duquesa de Richmond y duquesa de Lennox (Middlesex, 1622-Westminster, noviembre de 1685), anteriormente Lady Mary Villiers.

## Vida
Era hija de George Villiers, primer duque de Buckingham y Katherine Manners, decimonovena baronesa de Ros.

### Matrimonios e hijos
- El 8 de enero de 1634, a la edad de 12 años, se casó con Carlos de 15 años, Lord Herbert, hijo mayor del 4° Conde de Pembroke y 1° Conde de Montgomery, pero enviudó en 1635 cuando su joven esposo murió de viruela o quizás petequias.[1]

- El 3 de agosto de 1637, se casó con el cuarto duque de Lennox, que fue creado duque de Richmond en 1641. Tuvieron dos hijos:

1. Esmé Stewart, segundo duque de Richmond y quinto duque de Lennox (2 de noviembre de 1649 - 10 de agosto de 1660), murió de viruela.
2. Lady María Estuardo (10 de julio de 1651 - 4 de julio de 1668), baronesa Clifton en 1660 por derecho propio; se casó con Richard Butler, primer conde de Arran. Sin descendencia.

- En algún momento antes de 1664, Mary se casó con el coronel Thomas Howard (muerto en 1678): era hermano menor de Carlos Howard, primer conde de Carlisle, y es recordado principalmente por su duelo en 1662 con Enrique Jermyn, primer barón de Dover.

Maureen E. Mulvihill ha presentado un caso para Mary Villiers como autora de los poemas publicados bajo el seudónimo de Ephelia, incluidos Poemas femeninos... de Ephelia (1679).
En octubre de 1670 la duquesa, con la reina, y su amiga la duquesa de Buckingham decidieron ir a una feria cerca de Audley End disfrazadas de campesinas para una "alegre fiesta", vestidas con enaguas rojas y chalecos. Los disfraces eran extravagantes más que convincentes, y comenzaron a atraer una multitud, cuando intentaron comprar medias y guantes, su discurso también fue conspicuo. Un miembro de la multitud reconoció a la reina de una cena a la que había asistido. El grupo regresó seguido de tanta gente en la feria como caballos.

## Muerte
Falleció en noviembre de 1685, en Westminster, Londres a los 63 años. Fue sepultada el 28 de noviembre de 1685, en la Capilla de Richmond, dentro de la Capilla Mariana de Enrique VII, en la Abadía de Westminster, Londres, Inglaterra.

## Representación en el arte
Mary es el tema de varias pinturas de Anthony van Dyck, así como un retrato con sus hijos de John Michael Wright.

Representación de Mary Stewart, duquesa de Richmond en el arte
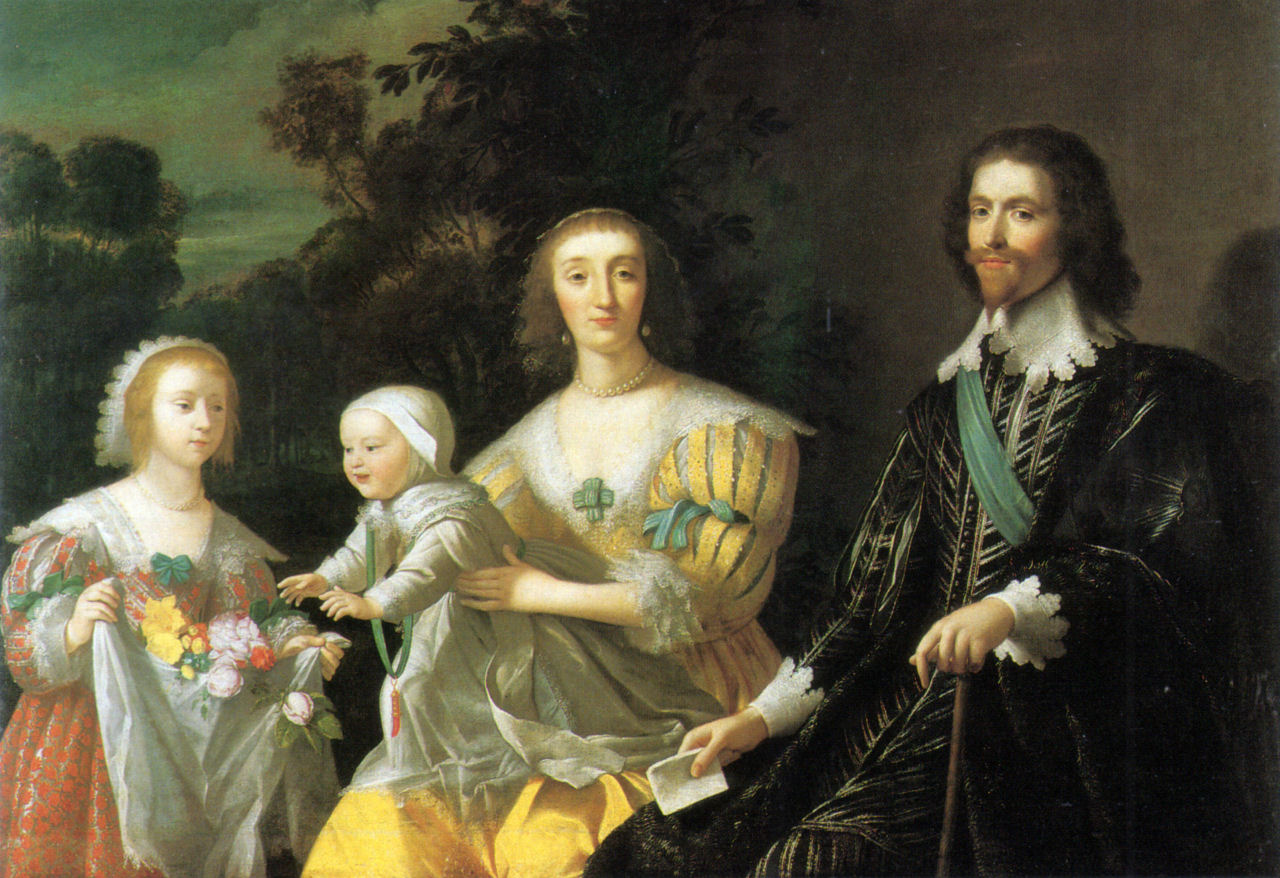
George Villiers, duque de Buckingham y familia 1628 por Gerard van Honthorst.
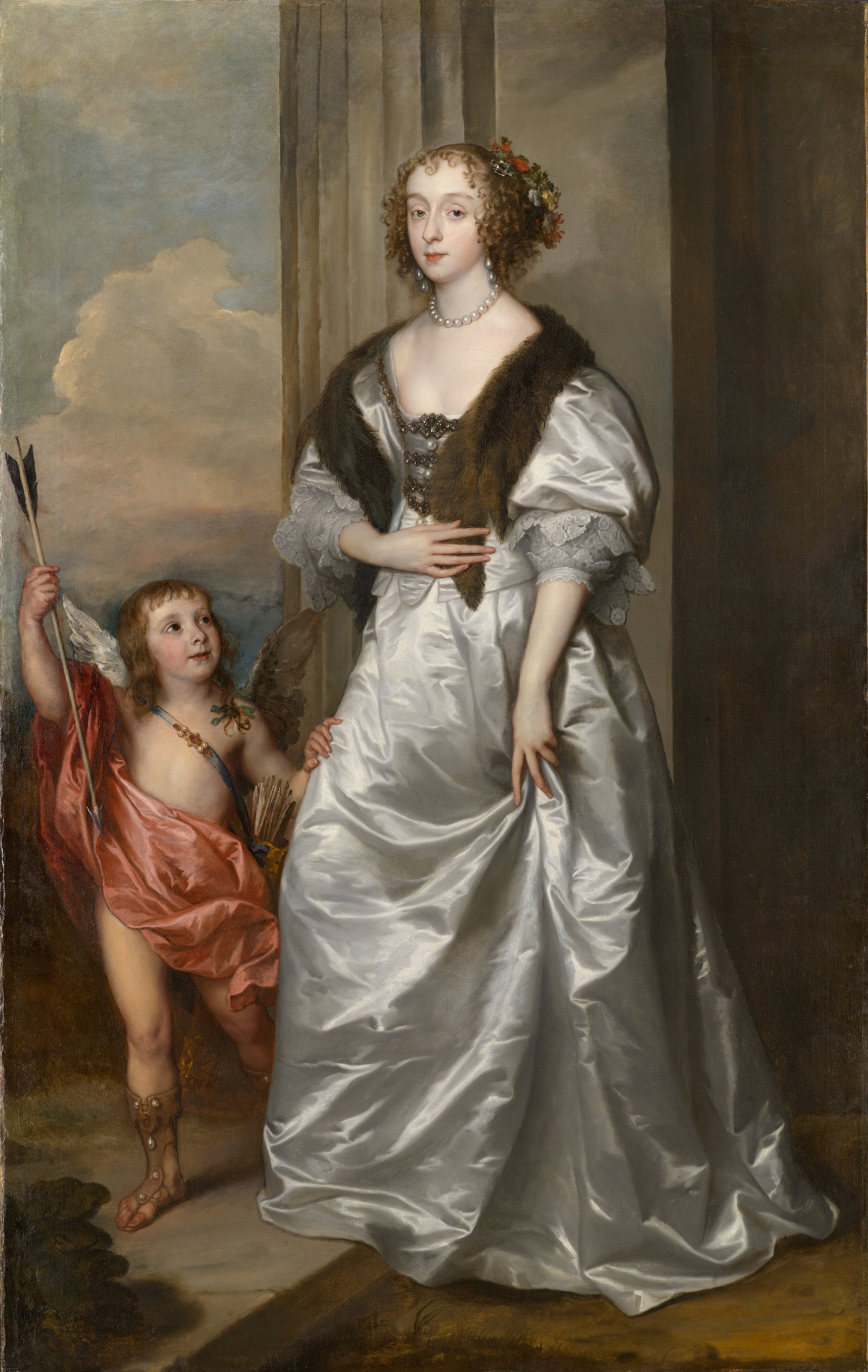
Mary Villiers, más tarde duquesa de Richmond y Lennox, con su primo Charles Hamilton, Lord Arran, como Cupido, alrededor de 1636, por Anthony van Dyck.
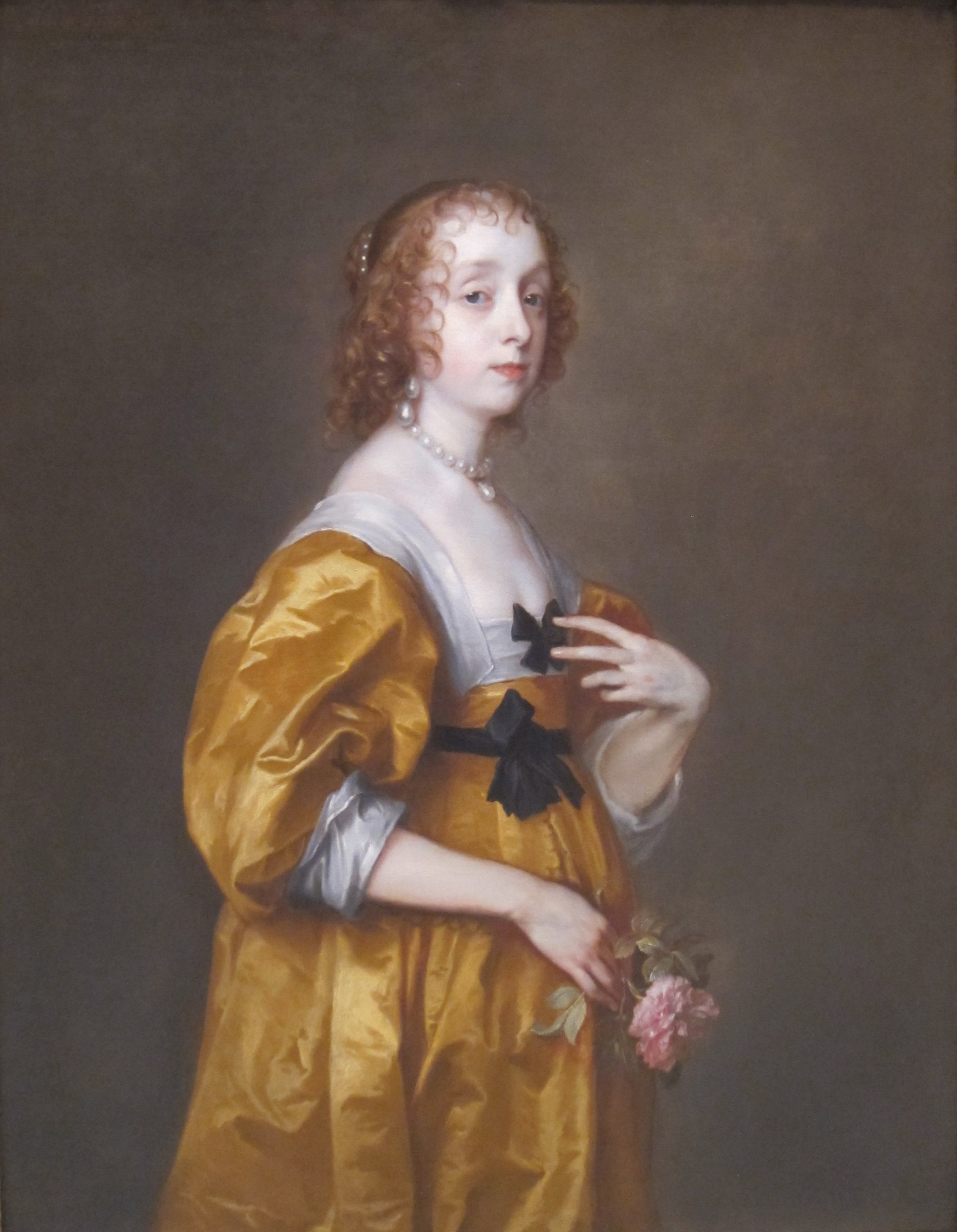
Mary Villiers, Lady Herbert de Shurland, circa de 1636, por Anthony van Dyck.
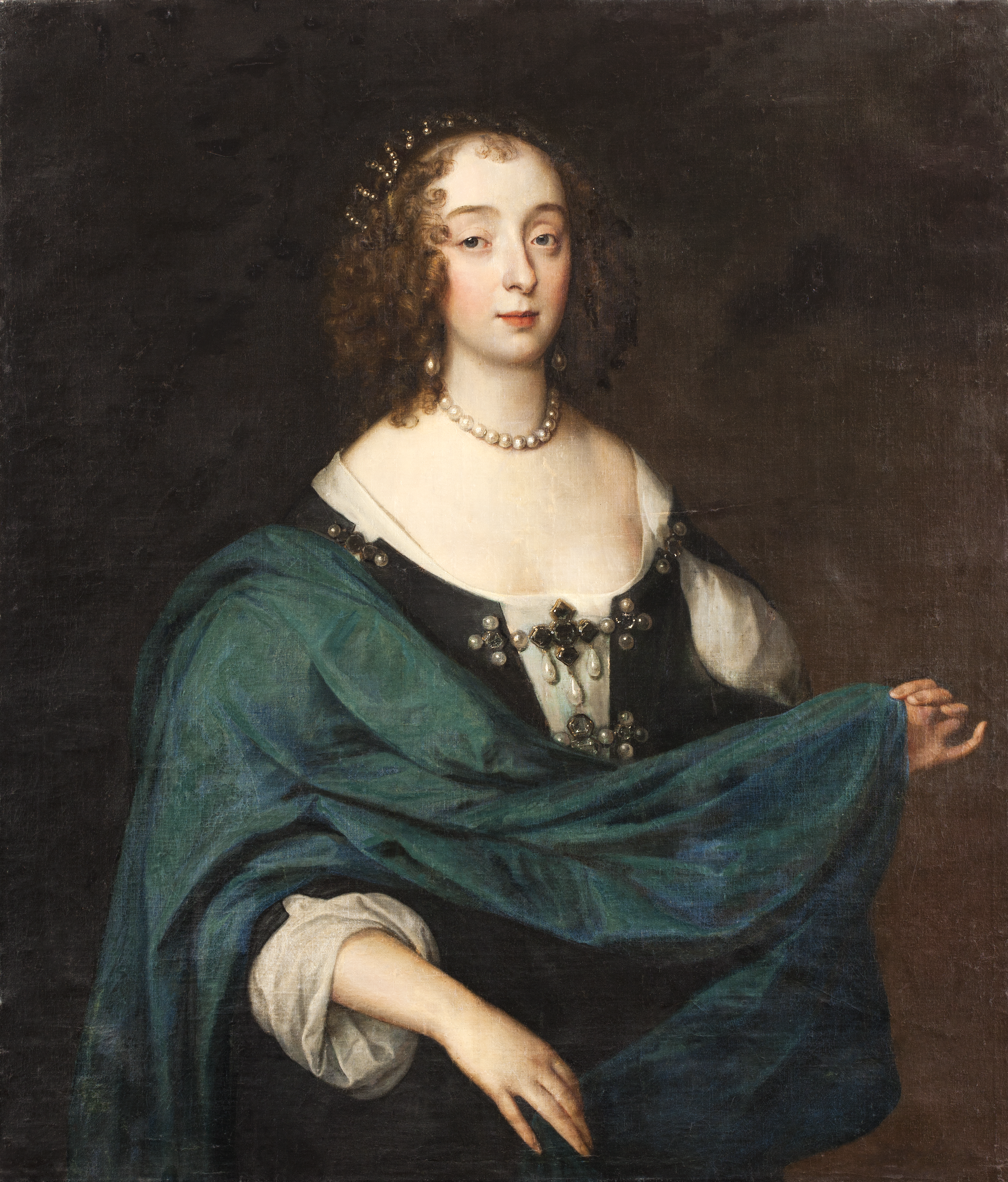
Mary Villiers, duquesa de Richmond y Lennox circa de 1640, Palacio de Skokloster.
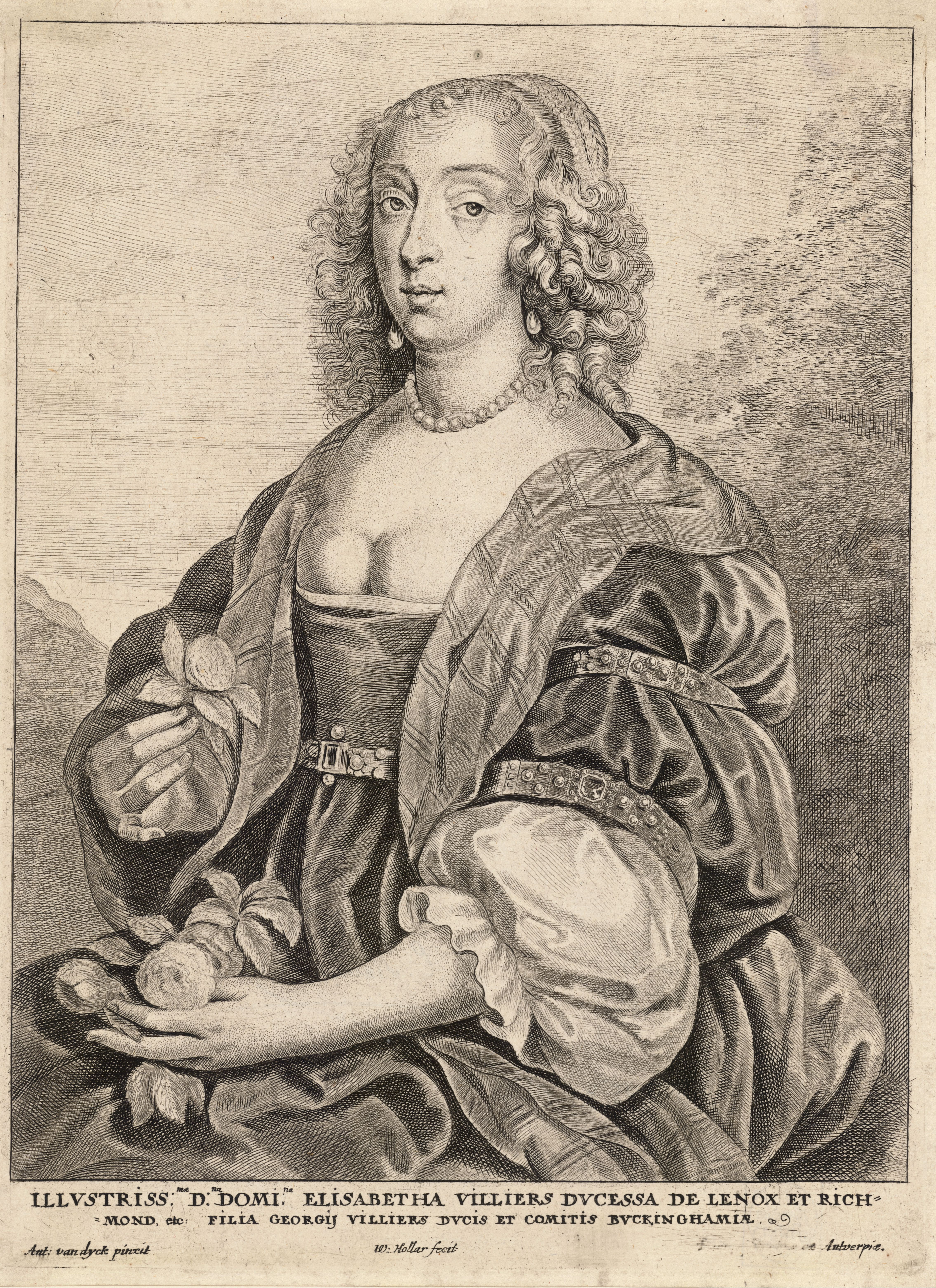
Duquesa de Lennox, después de van Dyck, por Václav Hollar.
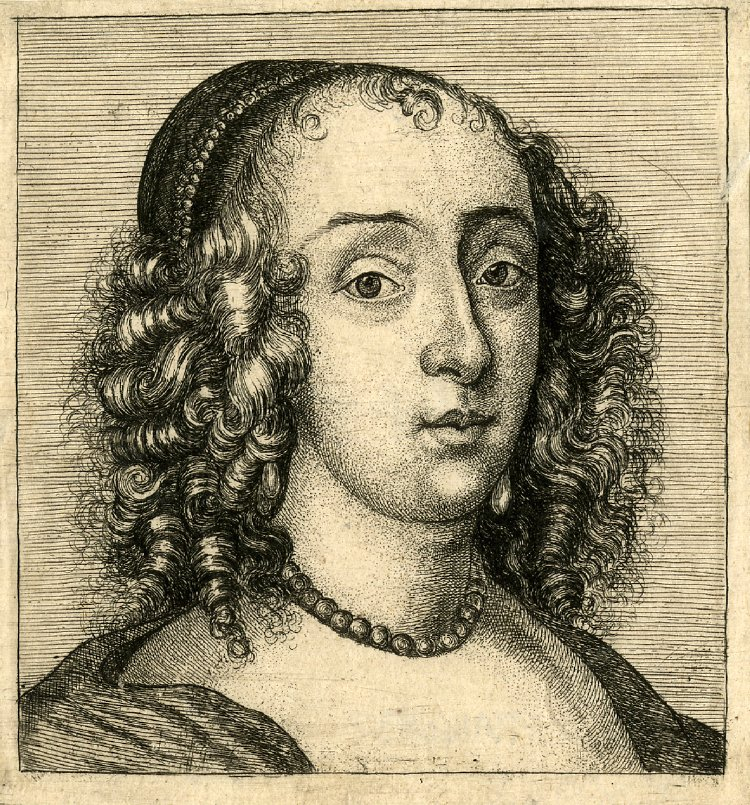
María, duquesa de Lennox y Richmond, por Richard Gaywood.